# Помацентриди
Помацентридите (Pomacentridae) са семейство бодлоперки, включващо дамселите и рибите Клоун. Те са предимно морски, но няколко вида, като Neopomacentrus aquadulcis, Neopomacentrus taeniurus, Pomacentrus taeniometopon и Stegastes otophorus обитават сладководни води. Много от тях са ярко оцветени, заради което са популярни сред акваристите.

## Разпространение и местообитание
Помацентридите се срещат в тропическите морета, върху или в близост до коралови рифове. Разпространени са главно в Тихия океан, от Източна Африка до Полинезия, като водите от Филипините до Австралия са с най-голяма концентрация на видове. По-малка част от видовете обитават водите на Атлантическия океан.
Повечето членове на семейството живеят в плитки води, на дълбочина от 2 до 15 m, въпреки че се срещат и някои видове, като Chromis abyssus, които плуват под 100 m. Повечето видове живеят в отделни части на рифа, като пясъчни лагуни, стръмни рифови склонове или в райони, изложени на силното действие на морските вълни. Коралите се използват като навес, и много от видовете могат да оцелеят единствено и само в тяхно присъствие.

## Описание
Помацентридите имат продълговата форма на тялото, което често е странично сплескано. Имат малки до средноголеми гребенообразни люспи. Притежават един или два реда зъби. Срещат се в широк спектър от цветове, предимно в светли нюанси на жълто, червено, оранжево и синьо. Младите често са по-различни и имат по-ярки цветове, отколкото възрастните.

## Хранене
Помацентридите са всеядни или тревопасни. Хранят се с водорасли, планктон и малки дънни ракообразни, в зависимост от конкретните си местообитания. Само представителите на малък брой родове (например Cheiloprion), ядат коралите сред които живеят.

## Класификация
Това семейство включва около 385 вида, разпределени в 29 рода. От тях, членовете на родовете Amphiprion и Premnas се наричат риби-клоун, а членовете на други родове (например Pomacentrus), се наричат дамсели. Членовете на това семейство са класифицирани в четири подсемейства:
Семейство Помацентриди
- Подсемейство Amphiprioninae
  - Amphiprion (Bloch & Schneider, 1801)
  - Premnas (Cuvier, 1816)

- Подсемейство Chrominae
  - Acanthochromis (Gill, 1863)
  - Azurina (Jordan & McGregor, 1898)
  - Chromis (Cuvier, 1814)
  - Dascyllus (Cuvier, 1829)
  - Mecaenichthys (Whitley, 1929)

- Подсемейство Lepidozyginae
  - Lepidozygus (Günther, 1862)

- Подсемейство Pomacentrinae
  - Abudefduf (Forsskål, 1775)
  - Altrichthys (Allen, 1999)
  - Amblyglyphidodon (Bleeker, 1877)
  - Amblypomacentrus (Bleeker, 1877)
  - Cheiloprion (Weber, 1913)
  - Chrysiptera (Swainson, 1839)
  - Dischistodus (Gill, 1863)
  - Hemiglyphidodon (Bleeker, 1877)
  - Hypsypops (Gill, 1861)
  - Labrodascyllus (Di Caporiacco, 1948)
  - Microspathodon (Günther, 1862)
  - Neoglyphidodon (Allen, 1991)
  - Neopomacentrus (Allen, 1975)
  - Nexilosus (Heller & Snodgrass, 1903)
  - Parma (Günther, 1862)
  - Plectroglyphidodon (Fowler & Ball, 1924)
  - Pomacentrus (Lacepède, 1802)
  - Pomachromis (Allen & Randall, 1974)
  - Pristotis (Rüppell, 1838)
  - Stegastes (Jenyns, 1840)
  - Teixeirichthys (Smith, 1953)